# Lado A y lado B

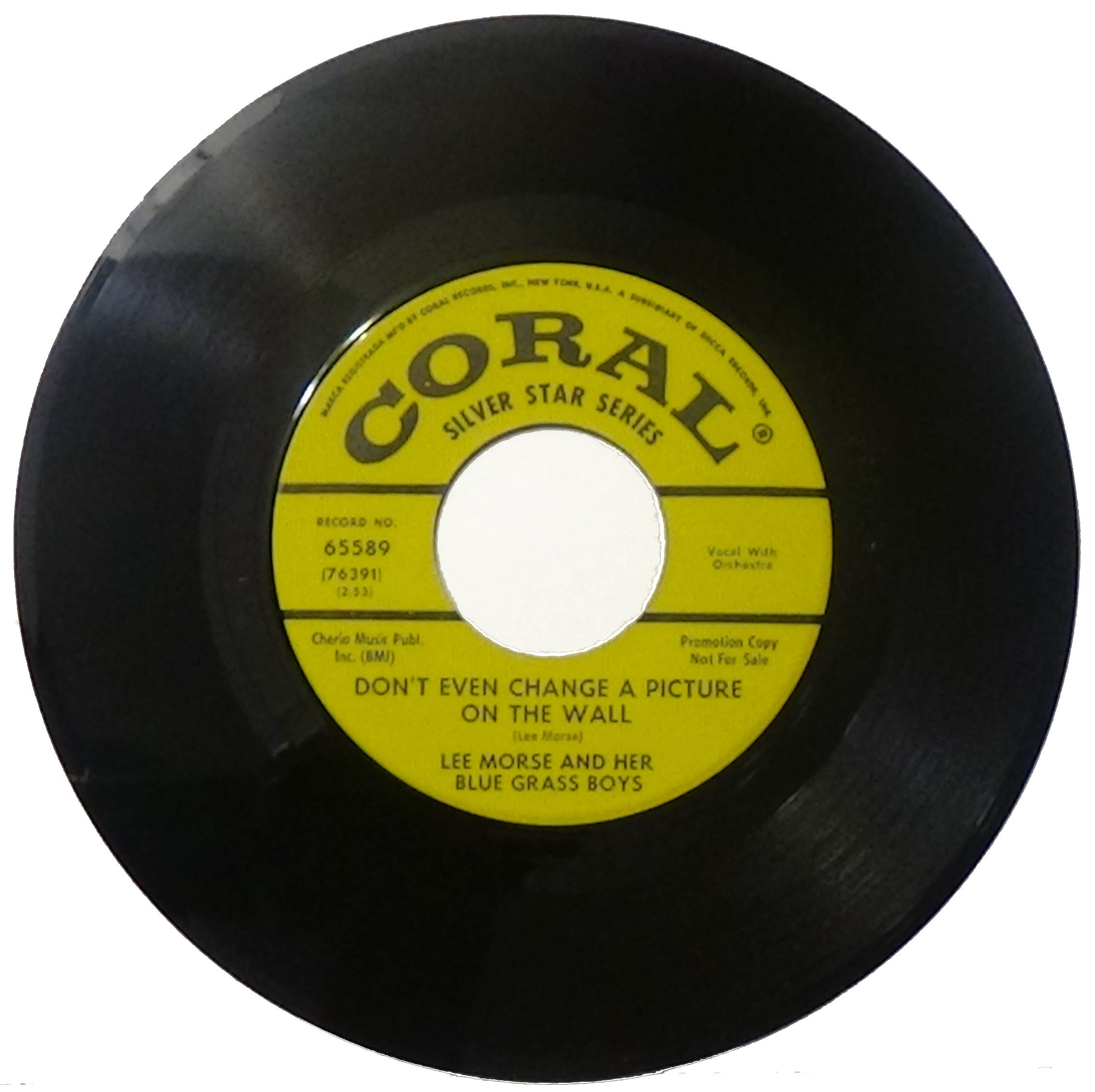
Uno de los lados de un disco sencillo de 45 RPM.

En el ámbito de la música grabada, lado A y lado B, también conocidos como cara A y cara B (del inglés A-side y B-side), son los términos con los que se conoce a los dos lados de los discos de vinilo de siete pulgadas en los que originalmente se publicaban los sencillos musicales en los años 1950. Los términos derivaron en la denominación de los tipos de canciones convencionalmente ubicados en cada lado del disco, siendo el lado A la canción principal, aquella que el productor del disco pretende que obtenga rotación en las estaciones de radio y con el tiempo se convierta en un éxito, y el lado B a la canción secundaria que no suele aparecer en el álbum y que sirve como material inédito para promocionar la venta del sencillo.

## Historia

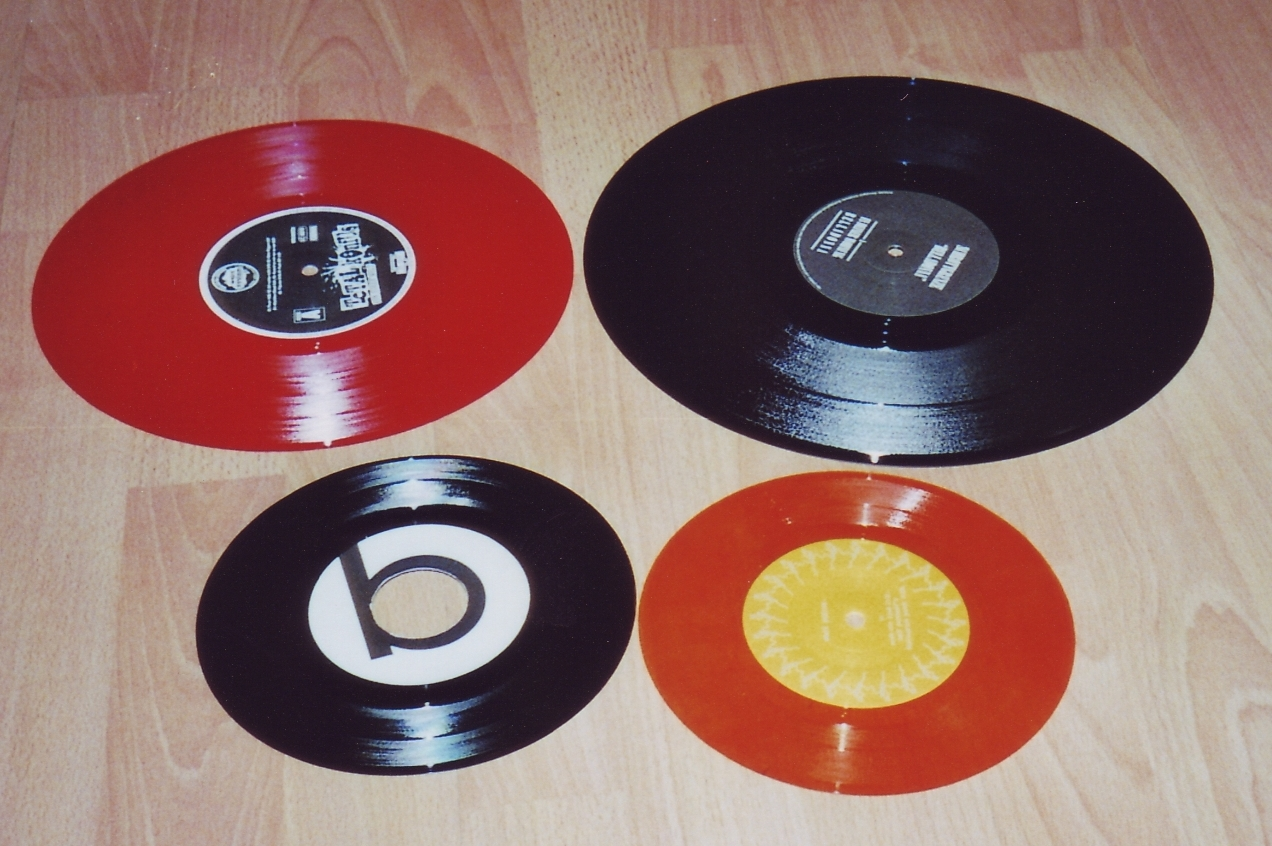
Distintos formatos de discos sencillos. Arriba: discos de 10 y 12 pulgadas. Abajo: discos de 7 pulgadas.

Los primeros discos de goma laca de 10 pulgadas y 78 rpm estaban grabados por un solo lado. La grabación doble, con una canción en cada lado, se introdujo por primera vez en Europa por Columbia Records y para fines de la década de 1910 se habían vuelto habituales tanto en ese continente como en Estados Unidos. Ya existían los lados A y B, aunque ninguno de los dos lados era considerado más importante, y en la mayoría de los casos, las estaciones de radio reproducirían cualquiera de las canciones del disco. El lado no connotaba nada sobre el contenido del disco.
En 1948, Columbia Records introdujo los vinilos de larga duración de 10 y 12 pulgadas y su rival RCA-Victor respondió al año siguiente con el disco de 7 pulgadas y 45 rpm, el cual reemplazaría al de 78 como el estándar para los sencillos. Al principio, la mayoría de las discográficas asignarían al azar cuál canción estaría en cada lado. Bajo este sistema aleatorio, muchos artistas lograrían los denominados "éxitos de lado doble"—double sided hits— dado que ambas canciones del disco treparían a las listas de popularidad o aparecerían en máquinas de discos en lugares públicos. Con el pasar de los años, la convención para asignar canciones a los lados cambió. A principios de la década de 1950, la canción en el lado A era la canción que la discográfica quería promocionar, mientras que en el B se incluyeron las grabaciones de calidad inferior, instrumentales, etc.
Con la llegada de los casetes y los discos compactos a inicios de los años 1980 la diferenciación entre ambos lados se hizo mucho menos prominente. Al principio, los sencillos en casete a menudo tenían una canción en cada lado al igual que los discos de vinilo, pero posteriormente los casetes maxisencillo, que contenían más de dos canciones, se hicieron más populares. Con el declive de los casetes y el surgimiento de los discos compactos, la dicotomía lado A/lado B se volvió virtualmente extinta, dado que este nuevo formato carecía de las características físicas para la grabación en dos lados. Sin embargo, el término "lado B" todavía se usa para referirse a las pistas extras en un sencillo de CD.
Finalmente, con la llegada de los métodos de descargas digitales a través de Internet, las ventas de sencillos de CD y otros formatos físicos cayeron, por lo que aquellas canciones que no son parte del repertorio de álbumes de un artista generalmente se ponen a la venta en los mismos catálogos de descarga, referidas como "previamente no disponible", "bonus", "rareza" o "exclusiva".

## Doble lado A
Técnicamente, un sencillo con «doble lado A» es aquel que es lanzado sin un lado B definido como tal, es decir, que las dos canciones —tanto la del anverso como la del reverso del disco— funcionan como lado A. Por lo tanto, ambas, tienen la misma importancia. Esto tenía sentido cuando el mercado discográfico estaba basado en la industria del disco de vinilo, cuando las discográficas promocionaban sus lanzamientos en las radio fórmulas. Si un sencillo llegaba a una emisora catalogado como «doble cara A», significaba que no había una dominancia de una cara con respecto a la otra, sino que las dos tenían las mismas condiciones para ser radiadas. En cambio, si una de ellas se hubiera catalogado como «B», esta no hubiese tenido la misma difusión que su respectiva cara «A».
Ejemplos de «dobles caras A» famosas son «Strawberry Fields Forever» y «Penny Lane» del grupo The Beatles, el relanzamiento en el año 1991 de «Bohemian Rhapsody» con «These Are the Days of Our Lives» de Queen, ambas en la cara A con «Bijou» como lado B o, asimismo, el doble cara A de Nirvana con «All Apologies» y «Rape Me» en la cara A y «Moist Vagina» como lado B de ambas.

## Doble lado B
Un sencillo con «doble lado B» es aquel que tiene una canción en el lado A y dos canciones en el lado B, es decir un total de tres canciones. Antes se consideraba a este tipo de formatos como «maxisencillo», pero técnicamente no lo eran, ya que un maxisencillo debe de ser de 12 pulgadas, y en los maxisencillos, a menos que las canciones fueran versiones extendidas, tres canciones solían ser pocas, siendo normalmente 4 o 5. 
Ejemplos famosos de «dobles lados B» lo son, por citar algunos de ellos, «Many Too Many» de Genesis en la cara A y «The Day the Light Went Out» y «Vancouver» en la cara B del sencillo. El sencillo de Paul McCartney de 1980 «Coming Up» tenía una versión de estudio de la canción en el lado A, mientras que el lado B contenía dos canciones, una versión en vivo de «Coming Up» y una instrumental de estudio llamada «Lunchbox / Odd Sox».